# TVR Tamora

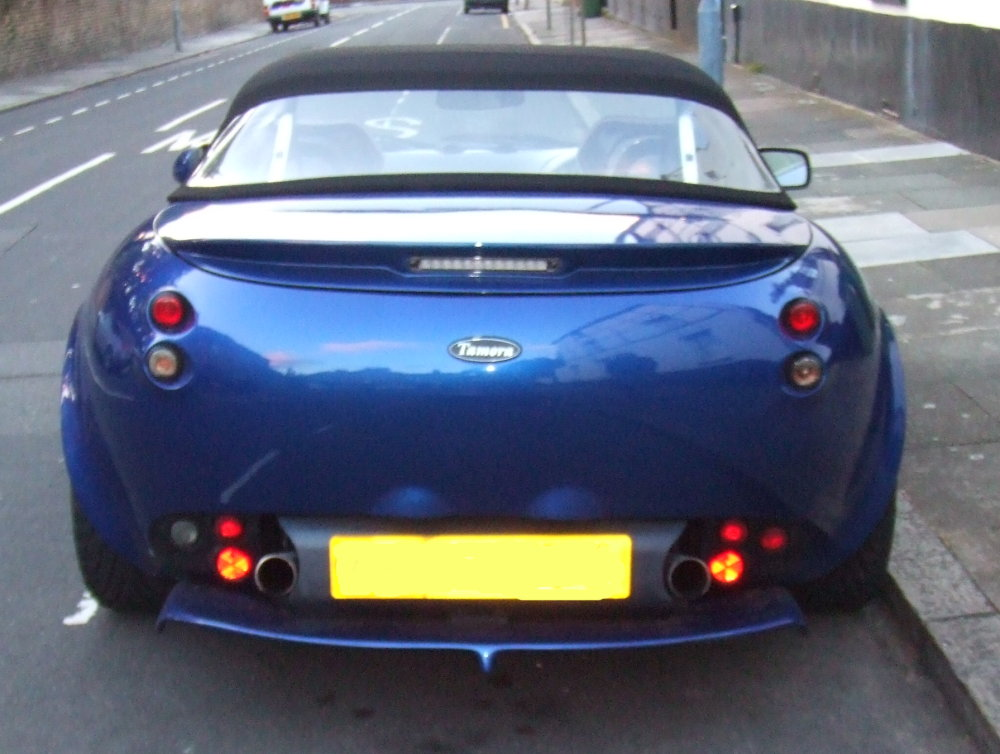
Heckansicht
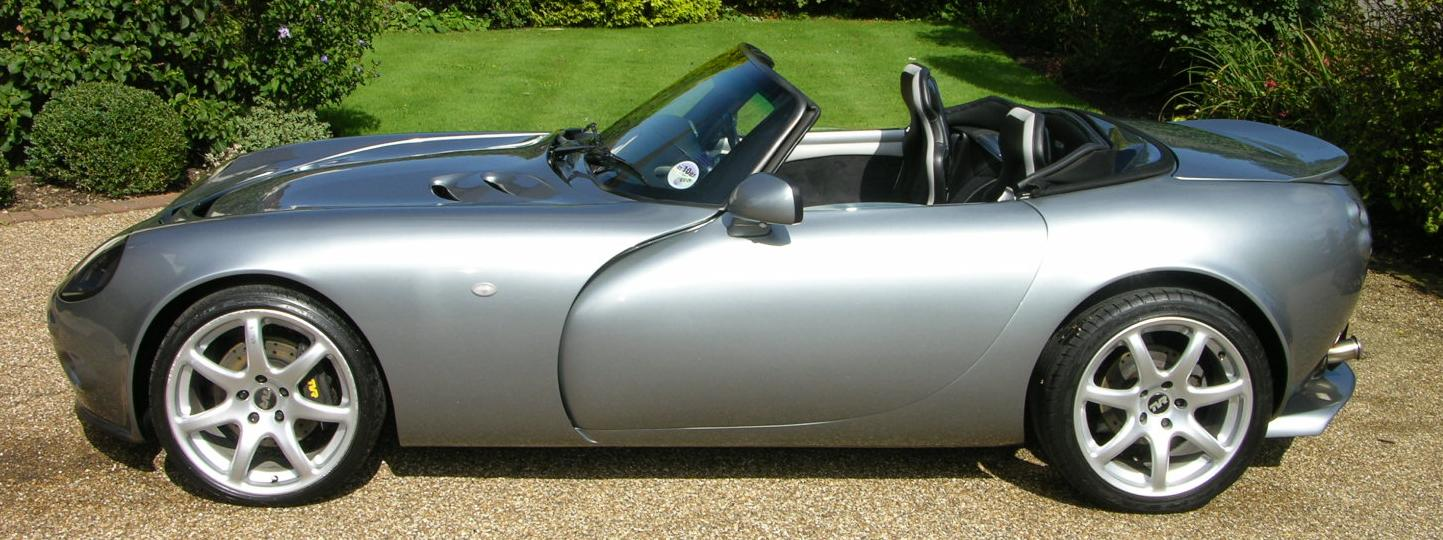
Seitenansicht
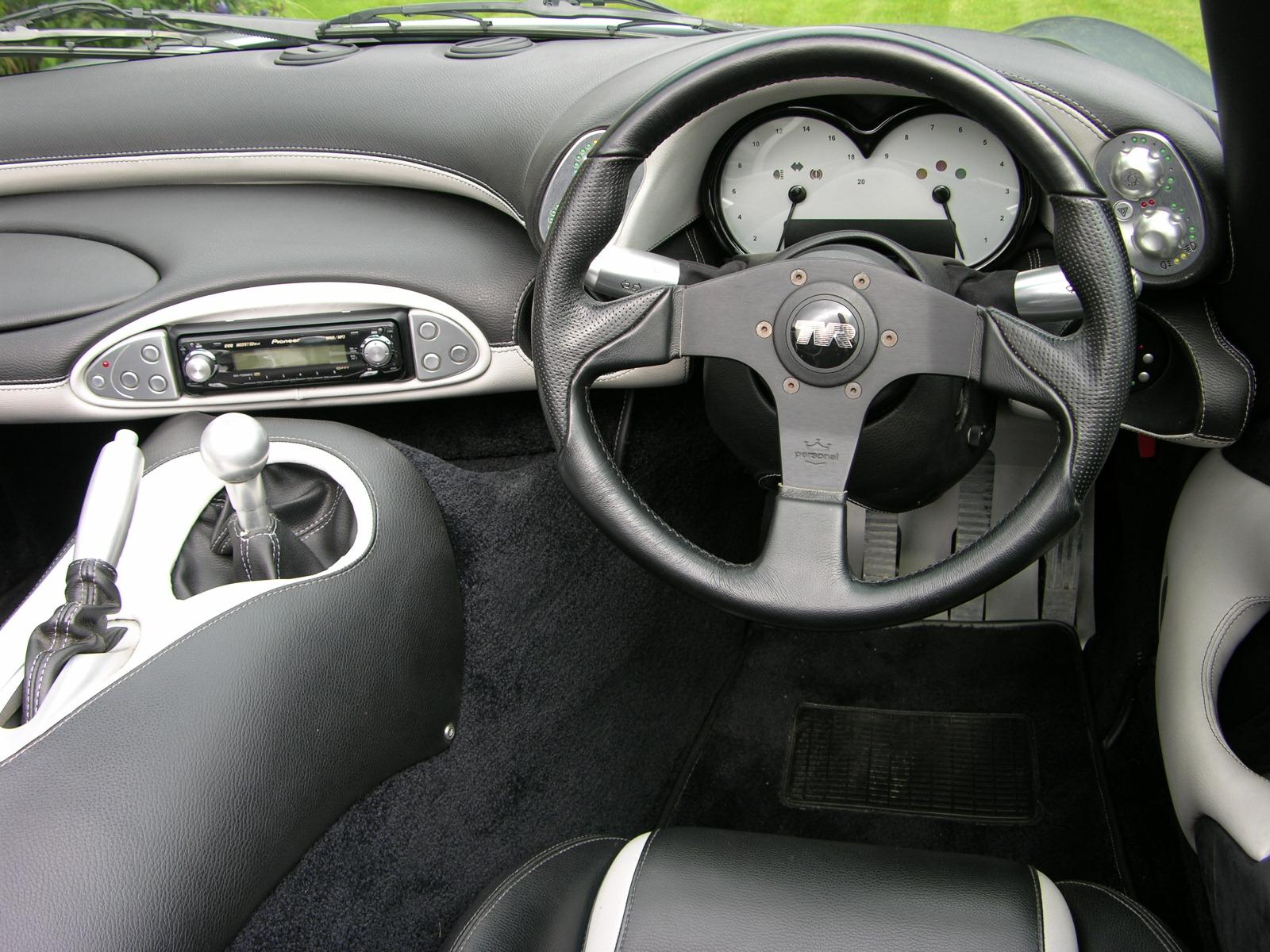
Interieur
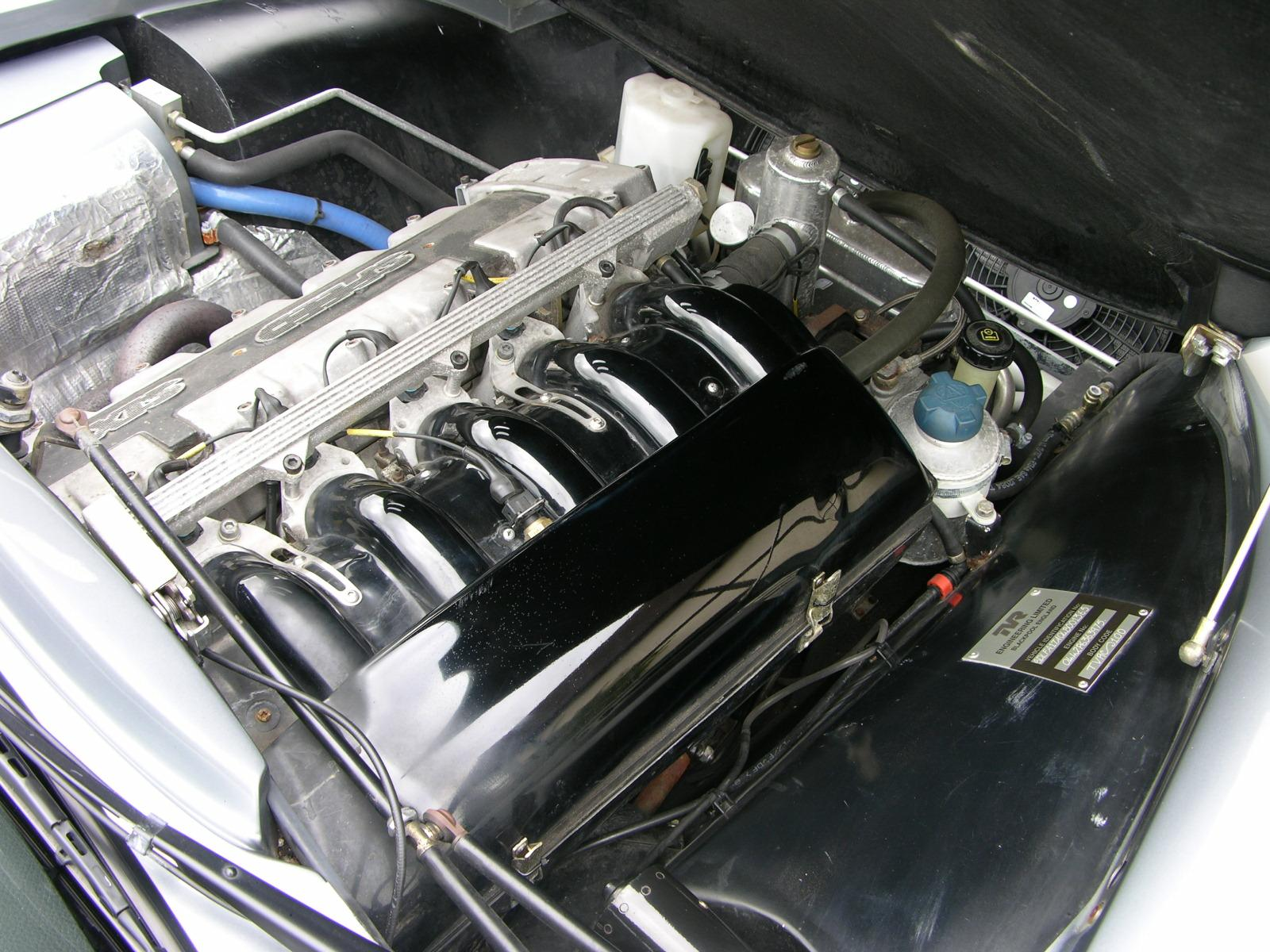
Motor
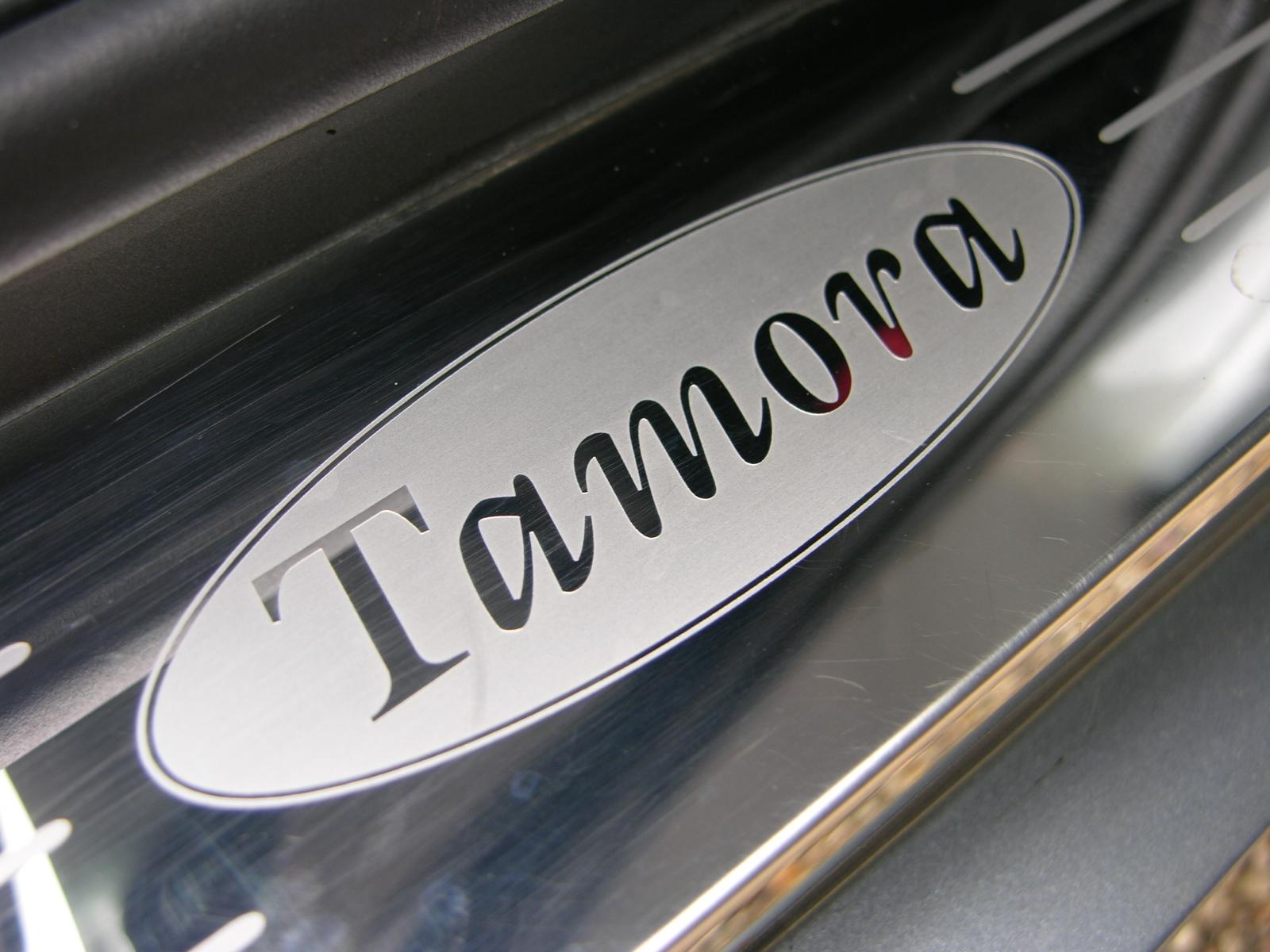
Schriftzug
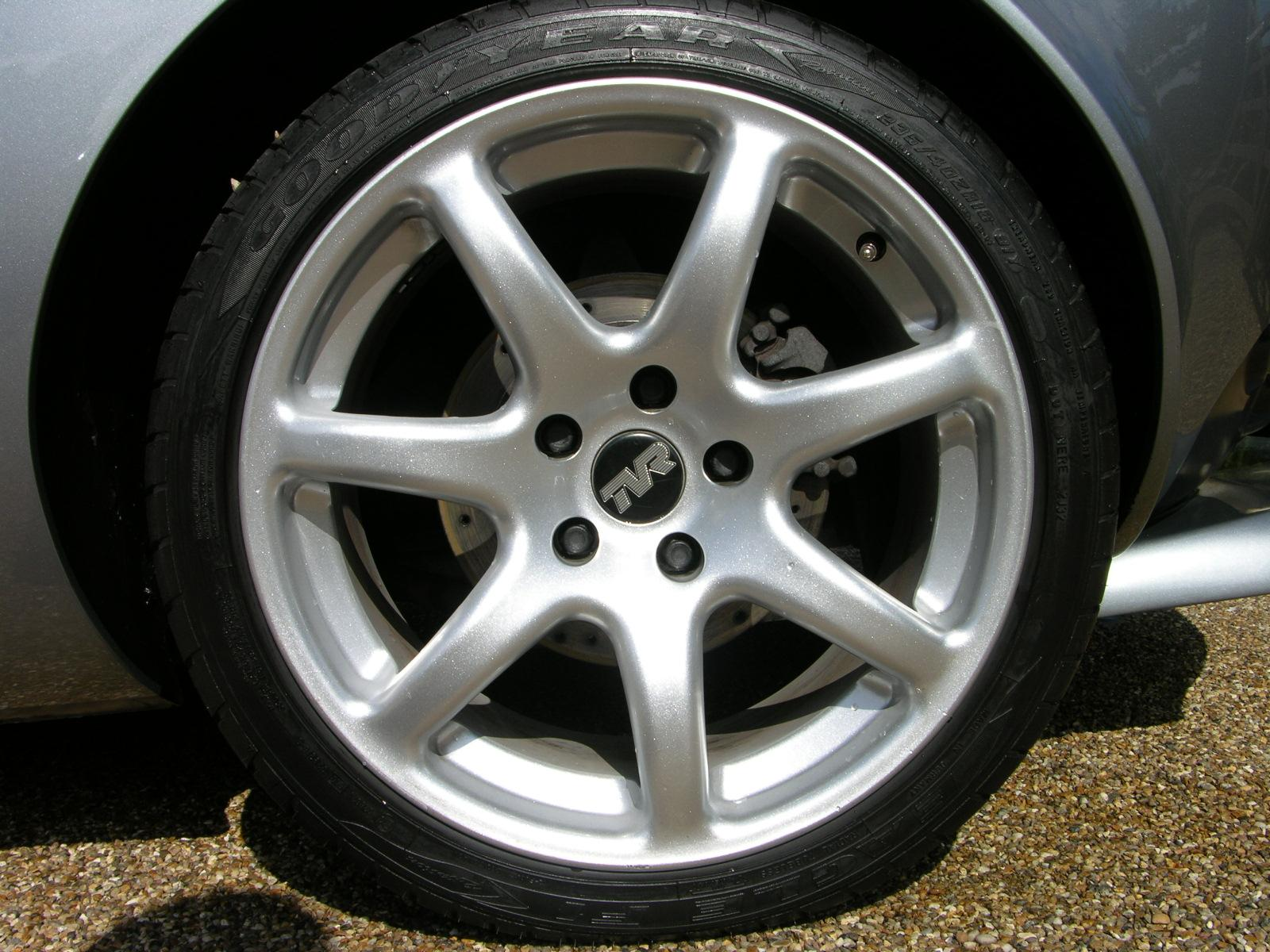
Rad

Der TVR Tamora ist ein zweisitziger Sportwagen, der von 2002 bis 2006 von dem britischen Automobilhersteller TVR gebaut wurde. Er sollte die Lücke schließen, die nach dem Produktionsende von Chimaera und Griffith entstanden war.
Der Tamora hat einen Reihensechszylindermotor mit Aluminiumgehäuse, zwei obenliegenden Nockenwellen und 24 Ventilen. Der TVR SPEED SIX (AJP6), konstruiert von Al Melling mit 3,6 bis 4,7 Liter (von TVR Powers Performance) Hubraum entwickelt 261 kW (350 hp) bei 7500/min und ein maximales Drehmoment von 290 lb⋅ft (390 N⋅m) bei 5500/min. Er hat eine Trockensumpfschmierung mit ca. 11 l Öl. Zusammen mit einem manuell zu schaltenden T5-Fünfgang-Getriebe beschleunigt er den Tamora je nach Motor von Null auf hundert Kilometer pro Stunde in 4,2 Sekunden oder weniger, und erreicht eine Höchstgeschwindigkeit von über 280 km/h.
Da der SpeedSix keine Klopfsensoren hat, ist SuperPlus mit 98ROZ/RON obligatorisch. Die Motoren haben je nach Hubraum eine Verdichtung von 11.5 bis 12.5 : 1.
Ab dem Jahre 2004 gab es ein Facelift und auch beim SP6-Motor gab es kleinere Veränderungen, ebenso wurde der Header-Tank gegen einen Kühlwasserausgleichsbehälter an der rechten Spritzwand (Nähe Airbox) eingebaut.
Die Reifen haben die Größe von 225/35-18 vorne und 235/40-18 hinten auf 8,5x18-Zoll-Spider-Rädern (TeamDynamics) ET42 & ET 33. 
Da die vorderen 225/35er nur noch relativ schwer zu bekommen sind, können 225/40-18 verwendet werden, hinten fahren manche 255/35-18, diese benötigen eine Anpassung da wegen der Fertigung in Handarbeit nicht alle Karosserien des Tamora gleich sind.
Erste Tamoras hatten 7,5x16-Zoll-Räder mit 225/50-16-Reifen rundum und die 18-Zoll-Räder als Option.
Die Fahrzeughöhe war am Fahrwerk verstellbar, zur  Wahl standen Stoßdämpfer der Hersteller Gazzmatic International Limited (Gaz-Gold/Pro) und Nitron Racing Shocks. Bei diesen kann die Zug- und Druckstufe verstellt werden. 
Es gibt weder elektronische Fahrhilfen noch Airbags.
TVR hat nur rechtsgesteuerte (RHD) Tamoras produziert.
Nur ganz wenige (etwa 10–12) RED ROSE Tamora wurden erzeugt, diese haben entweder einen SP6-Motor mit 3,6 l und 283 kW (385 PS) oder 4,0 l und 294 kW (400 PS), dazu größere Bremsscheiben (322 mm vorne und 289 mm hinten), ein close ratio-Schaltgetriebe, big-bore-Auspuffanlage und statt des BTR-Sperrdifferenzialsdas Hydratrack-Differential.
TVR baute serienmäßig Bremsscheiben von AP-Racing ein, vorne mit 304 mm Durchmesser, hinten 282 mm.
Vinylester Lightweight Bodies wurden nicht gebaut, diese waren jedoch beim TVR T350 RED ROSE um 40 kg leichter als die GFK-Version.
- Heckansicht
- Seitenansicht
- Interieur
- Motor
- Schriftzug
- Rad